# کارلا سرنا

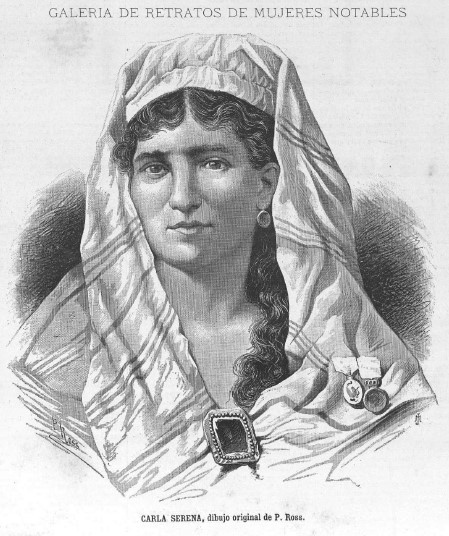
پرترهٔ نقاشی از چهرهٔ مادام کارلا سرنا، نویسنده و کاوشگر بلژیکی

مادام کارلا سرنا (به فرانسوی: Carla Serena) (زاده ۱۸۲۰ آنتورپ - درگذشته ۱۸۸۴ آتن) نویسنده و کاوشگر بلژیکی بود. کارولین هارتوگ مورگن اشتاین پس از ازدواج با لئون سرنا، نام کارلا سرنا را برای خود برگزید، و از آنجایی که پس از این ازدواج تابعیت ایتالیایی را دریافت کرد، معمولاً به عنوان یک جهانگرد ایتالیایی شناخته می‌شود او در قرن نوزدهم میلادی و در زمان حکومت قاجار و همزمان با سلطنت ناصرالدین شاه از طریق دریای خزر به ایران آمد. سفرنامه او با نام سفرنامه مادام کارلا سرنا ( یا آدمها و آئین ها در ایران) شناخته می‌شود که در احوال، خلق و خو و آداب و رسوم ایرانیان است.
نوشته‌های او درباره  نمایشگاه جهانی وین ۱۸۷۳ (با نام  Lettres d'Autriche) در کتابخانه شخصی فرانتس یوزف یکم  امپراتور اتریش نگهداری می‌شد، همچنین او به خاطر مجموعه نوشته‌هایش تحت عنوان Lettres Scandinaves، برنده مدال سلطنتی ادبیات و هنر سوئد از سوی اسکار دوم پادشاه سوئد شد.